# 車いすラグビーオーストラリア代表
車いすラグビーオーストラリア代表(Australia national wheelchair rugby team）は、車いすラグビーオーストラリア協会が編成する車いすラグビーのオーストラリア代表ナショナルチーム。アジア・オセアニア地域における最も活発なチームの一つであり、IWRFアジア・オセアニア選手権では8大会で金メダルを獲得している。夏季パラリンピックでは2012年大会・2016年大会の1位(金メダル)が最高成績。スティーラーズと呼ばれている。

## 歴史
1995年、第1回車いすラグビー世界選手権に出場。
その後2000年、2000年シドニー大会でパラリンピック初出場にて銀メダル。
そして2008年ロンドン大会で金メダル獲得して2016年大会でも制覇。
2021年、3連覇を狙った2020年東京大会では準決勝でアメリカ合衆国代表に敗れて3位決定戦でも日本代表に敗れてメダル獲得はならなかった。

## パラリンピック結果
| パラリンピック結果 | パラリンピック結果 | パラリンピック結果 | パラリンピック結果 | パラリンピック結果 |
| 年                 | 順位               | 試                 | 勝                 | 負                 |
| ------------------ | ------------------ | ------------------ | ------------------ | ------------------ |
| 2000年             | 2                  | 5                  | 3                  | 2                  |
| 2004年             | 5                  | 6                  | 3                  | 3                  |
| 2008年             | 2                  | 5                  | 4                  | 1                  |
| 2012年             | 1                  | 5                  | 5                  | 0                  |
| 2016年             | 1                  | 5                  | 5                  | 0                  |
| 2020年             | 4                  | 5                  | 1                  | 4                  |
| 合計               | 合計               | 31                 | 21                 | 10                 |

## 現在の代表選手
東京2020パラリンピック競技大会オーストラリア代表選手
- ライリー・バット (C)
- ジェーク・ハウ
- マイケル・オザーン
- ジェーソン・リーズ
- ベン・フォーセット
- リチャード・ボリス
- クリス・ボンド
- シェイ・グレアム
- アンドルー・エドモンドソン
- アンドルー・ハリソン
- ジェイデン・ウォーン
- ジョシュ・ホース

(C)はキャプテン